# Харт (група)
„Харт“ е американска рок група, създадена през 1967 г. в Сиатъл, Вашингтон, под името „Арми“. Две години по-късно сменят името си на „Окус Покус“. Следващата година те променят името си на „Уайт Харт“ а след това за последен път го променят на „Харт“ през 1973 г. До средата на 1970-те към оригиналните членове Роджър Фишър (китара) и Стив Фосен (бас китара) се присъедининаяват сестрите Ан Уилсън (водещи вокали и флейта) и Нанси Уилсън (ритъм китара, задни и понякога водещи вокали), Майкъл Дерозие (барабани) и Хауърд Лийс (китара и клавиши), за да формират състава за първоначалния успешен период на групата от средата до края на 1970-те години. Тези основни членове са включени при въвеждането на групата през 2013 г. в Залата на славата на рокендрола.
„Харт“ стават известни с творчество, повлияно от хардрока и хевиметъла, както и от фолк музиката. Популярността на групата намалява в началото на 1980-те и групата започва успешно завръщане през 1985 г., което продължава до средата на 1990-те. „Харт“ се разпадат през 1998 г., но подновяват концертите си през 2002 г. до пауза през 2016 г. и отново възобновяват концертите си през лятото на 2019 г. В САЩ популярни песни на групата, които влизат в Топ 40 включват Magic Man (1975), Crazy on You (1976), Barracuda (1977), What About Love (1985), Never (1985) и All I" Wanna Do Is Make Love to You (1990), заедно с №1 хитовете These Dreams (1986) и Alone (1987).
„Харт“ са продали над 35 милиона албума по целия свят, включително приблизително 22,5 милиона албума в Съединените щати. В Топ 10 в „Билборд 200“ в САЩ, алубуми на групата попадат през четири поредни десетилетия 1970-те, 1980-те, 1990 и 2010-те. „Харт“ са класирани под номер 57 в класацията „100-те най-велики изпълнители на хардрока“ на телевизия „Ви Ейч Уан“ и под номер 49 в Топ 100 класически рок изпълнители на „Ултимейт Класик Рок“.

## Дискография
- Dreamboat Annie (1975)
- Magazine (1977)
- Little Queen (1977)
- Dog & Butterfly (1978)
- Bébé le Strange (1980)
- Private Audition (1982)
- Passionworks (1983)
- Heart (1985)
- Bad Animals (1987)
- Brigade (1990)
- Desire Walks On (1993)
- Heart Presents a Lovemongers' Christmas (2001)
- Jupiters Darling (2004)
- Red Velvet Car (2010)
- Fanatic (2012)
- Beautiful Broken (2016)

## Допълнителна информация
- Dickerson, James L. (2005). Go, Girl, Go! The Women's Revolution in Music. Schirmer Trade Books. ISBN 0-8256-7316-X.